# Райна Петкова
Райна Петкова е една от първите жени, която насочва своята дейност към професионалната социална работа.

## Биография
Родена е на 10 септември 1895 г. в Търново, в семейството на севлиевския налбантин Петко Минчев. За кратко живее със семейството си в Търново, от където е майка ѝ. След това се преместват в Севлиево. Учи в Плевенската гимназия, която завършва през 1914 г. По време на Първата световна война работи като учителка. През 1917 г. записва право в Софийския университет. От 1922 до 1929 г. работи в Министерство на финансите. През 1929 г. заминава за Берлин, където със съдействието на Димитрина Иванова постъпва в Немската академия за социална и педагогическа работа на жените. Прекарва два месеца в женската полиция в Берлин. През лятото на 1931 г. се завръща в България. Работи в Дирекция на полицията, след това в Съюза за закрила на децата. През 1932 г. постъпва като ревизор в социалната служба на Софийска община, а в края на годината – отново в Дирекция на полицията. Продължително време, до 1944 г., работи в Службата за борба със социалните злини в Дирекцията на полицията.

## Публикации
Авторка е на около 27 публикации. Около половината от тях са преводи или информации за организацията на обществените грижи в Германия за времето преди и след идването на Адолф Хитлер на власт. Част от публикациите са за обществените грижи за младежта, проституцията, застрашените деца, женската полиция, важността на полицията в системата на социалната превенция.